# Іванов Олексій Семенович
Олексій Семенович Іванов (нар. 1905 — ?) — український радянський діяч, 1-й секретар Вигодського та Бурштинського районних комітетів КПУ Станіславської області. Депутат Верховної Ради УРСР 3—5-го скликань.

## Життєпис
Народився у родині робітника. Трудову діяльність розпочав учнем слюсаря Харківського заводу «Серп і молот».
Член ВКП(б) з 1929 року.
До 1941 року — начальник цеху, секретар партійного комітету Харківського заводу «Серп і молот».
Під час німецько-радянської війни очолював ремонтну базу, де ремонтували радянські танки.
З 1944 року — секретар Яремчанського районного комітету КП(б)У Станіславської області.
До серпня 1946 року — 2-й секретар Яблунівського районного комітету КП(б)У Станіславської області.
З серпня 1946 по 1950 рік — 1-й секретар Вигодського районного комітету КП(б)У Станіславської області.
У 1950—1961 роках — 1-й секретар Бурштинського районного комітету КПУ Станіславської області.

## Нагороди
- орден Леніна (26.02.1958)
- орден Трудового Червоного Прапора (23.01.1948)
- медалі